# Henri de Noussanne
Henri Rossignol de Noussanne, dit Henri de Noussanne, est un journaliste, éditeur, écrivain et dramaturge français né le 8 mai 1865 à Limoges et mort le 13 avril 1936 à Senlis.

## Biographie
Né dans une famille d'origine limousine, il fit des études classiques à Brive-la-Gaillarde et débuta dans le journalisme en collaborant au Conciliateur à Brive et au Corrézien à Tulle. Il écrivit dans L'Illustration de 1890 à 1910 où il introduisit Albert Cahuet en 1908.
En décembre 1903, il fonde les éditions de La Librairie universelle et décroche le prix Goncourt 1905 pour La Maternelle de Léon Frapié ; en juillet 1905, Jean de La Hire lui succède.
On peut indiquer qu'en 1906 il fit éditer chez Hachette Notes et souvenirs d'un officier d'État-major (1831-1904) écrit par le colonel Charles-Emile Corbin. À partir du 17 novembre 1909, il dirige le journal Gil Blas avec Pierre de Maroussein. 
Malade il rendit visite à l'une de ses filles missionnaire dominicaine envoyée par son Ordre à la Trinité où elle soignait les lépreux. De ce voyage il en tira un ouvrage La France missionnaire aux Antilles (Guadeloupe, Martinique, Trinidad) mais peu après, emporté par la maladie, il mourut le 13 avril 1936 à Senlis. Un article écrit par Albert Cahuet déplorant sa disparition fut reproduit dans la revue La Brise datée de mai-juin 1936.
Le compositeur Claude Terrasse a indiqué qu'il avait écrit le livret de son opérette en un acte Cabinet à vendre (numérotée opé 01), mais la partition et le livret ayant disparu, la date peut être estimée à 1904-1905. Il aurait par ailleurs réédité l'œuvre de Louis-Sébastien Mercier.

## Œuvres
- Sursum corda, poème du concours de l'Académie française, préface de « M. X, qui n'est pas de l'Académie », 1885.
- La Légende des oiseaux, 1889.
- Théâtre blanc 2e édition qui comprend Cher Maître comédie en un acte, Le Tic monologue, Yveline, Le Genre anglais, La Dame de pique comédie en un acte, Les Perles comédie en un acte, Sous-préfète pièce, Père et Maire, La Cage pièce, 1891.
- Sérénade sur l'eau, 1894.
- Jasmin Robba, 1894.
- [article] « Pierrefonds dans l'histoire », 1894[Où ?].
- Bertrande, comédie en un acte, créée au Théâtre de l'Odéon, 15 avril 1894.
- Voué au blanc, comédie en un acte, 1895.
- Robert Villon, nouvelles, 1895.
- Nos actrices chez elles, 1896.
- Un Pupille de Bonaparte, roman militaire, 1896.
- Conseils aux artistes amateurs du théâtre de salon, 1896.
- Trois cœurs pris, comédie de salon en 1 acte, 1896.
- Le Goût dans l'ameublement, 1896.
- Chez le ministre, comédie en un acte, 1898.
- Le Signal d'alarme, comédie en un acte, 1899.
- Le Château des merveilles, 1900.
- Le Camélia bleu,  en deux parties publiées dans La Vie littéraire, 6 et 9 février 1900.
- Paris sous Louis XVI et Paris aujourd'hui, illustré de 137 gravures d'après des estampes du XVIIIe siècle et d'après les dessins d'Eugène Courboin, Germain, Camille Charles Martin, Auguste Pégurier, Jean Alfred Gérard-Séguin, etc.), 1900.
- La Guerre anglo-franco-russe, 1900.
- [article] « Les Grandes manœuvres », in: Les Nouvelles illustrées, 11 septembre 1902.
- Les Trois rivières, fantaisie rimée sur la Corrèze, la Vienne et la Creuse, Brive-la-Gaillarde, 1902.
- Les Grands Naufrages, drames de la mer, ill. d'Alfred Paris, 1903.
- Le Véritable Guillaume II, 1903 ; interdit sur toute l'étendue de l'Empire germanique[6].
- Le Joyeux Rajah de Ramador, 1904.
- Almanach du Drapeau, 1904 — Prix Montyon.
- Au-dessus des frontières, pièce en 3 actes, créé au Théâtre des Deux-Masques, 28 février 1906.
- Enquête sur l'antimilitarisme à Toulon et la désorganisation de la défense nationale, 1906.
- Des faits, des hommes, des idées (1905-1906), préface de Maurice Barrès, 1907.
- Un coin du Périgord, il y a 50 ans. Silhouettes et anecdotes, avec Albert de Lamberterie, Brive, 1907.
- Pèlerinage aux lieux qu'illustra Jeanne d'Arc, 1909.
- Roman pour ma fiancée, 1909.
- Les Polichinelles, pièce en 4 actes tirée du manuscrit inachevé de Henry Becque, reproduit dans L'Illustration théâtrale, 15 octobre 1910, no 161.
- L'Indiscipline dans la marine marchande, campagne du Gil Blas au cours des mois de mars, avril et de mai 1910.
- Un jeune homme chaste, 1911.
- Écosse, 1912.
- Russie, 1912.
- L'Aéroplane sur la cathédrale, roman, 1913.
- [article] « L'Aventure d'Alexandre Andryane d'après ses mémoires, sa correspondance, les lettres de sa famille et de ses amis », in: Le Correspondant, 25 août 1913.
- La Dame de Potsdam, chronique du temps de Guillaume II, 1915.
- [article] « Les Vertus belges dans l'œuvre de M. Henry Carton de Wiart », 13 février 1915.
- La Guerre dans l'Île-de-France. Journal d'un bourgeois de Senlis (29 août 1914-octobre 1914), 1916.
- La Crise morale au théâtre, 25 avril 1918.
- Il nous reste à nous vaincre !, 19 juin 1919.
- François de Lagarenne, Le Dernier pater, poèmes, préface, 1920.
- Un Provincial : les pamphlets I. Variations sur l'épiderme des femmes, 1920.
- Un Provincial : les pamphlets II. L'esprit et les esprits de M. Abel Hermant, 1920.
- « Paul Adam mystique », in: L'Instantané, supplément illustré de la Revue hebdomadaire, no 24, 12 juin 1920.
- Mme Moisseron-Chesnaye a la grippe, 19 décembre 1921.
- Un foyer, un pays, un ciel, roman, 1921.
- L'Aventure du Tasse à Chaâlis, 1922.
- Histoire contemporaine par trois indépendants, avec l'amiral Robert Degouy et Émile de Saint-Auban :
  - Tome 1 : La France du sacrifice (1914-1916), 1922 ; réédition Librairie nationale des Beaux-Arts, 1930.
  - Tome 2 : La France de la victoire (1917-1919), 1924.
  - Tome 3 : La France des réalités (1920-1926), 1926.
- [article] « La mort de l'abbé Prévost », in: L'Illustration, 19 août 1922.
- Porteurs de flambeau : Maurice Barrès et la postérité ; Paul Adam mystique ; Benito Mussolini, sauveur de l'Italie ; les Papes qui m'ont parlé : Pie X, Benoît XV, Pie XI, 1924.
- La Villa des palmes, 1924.
- Charles Gienger, La Philosophie du sport', préfacier, 1924.
- Anatole France philosophe sceptique, conférence, Institut supérieur de philosophie de l'Université de Louvain, 17 novembre 1924.
- L'Erreur de Pierre Louÿs, 1925.
- Vive l'Empereur, ou Comment en finir avec une République folle, 1925.
- Les Dernières pages de Brunetières, 24 mai 1925.
- Guillaume Desouches, Le Spectre, préface au quatre volumes, 1926.
- Éloquence et pensée, recueil annuel des discours et opinions les plus remarquables de l'année, 1928, 1929, 1930.
- Préface pour Le Provincial. Franchises, 1re série, 1929.
- La Vénérable Mère Javouhey, gloire de la France et de Senlis, 4 février 1930.
- "Si Louis XVI avait dominé la Révolution" (nouvelle uchronique), 1933, recueilli dans Une autre histoire du monde. 2500 ans d'uchronies, collection ArchéoSF, éditions Publie.net, 2017
- « Louis Bromfield à Senlis », in: La Revue mondiale, juin 1933.
- La France missionnaire aux Antilles (Guadeloupe, Martinique, Trinidad), 1936.

## Source
- Quelques renseignements ont été trouvés dans l'hommage écrit par Albert Cahuet reproduit dans La Brise de mai-juin 1936.